# Герцка, Теодор
Те́одор Ге́рцка (нем. Theodor Hertzka, венг. Hertzka Tivadar, 1845—1924) — австро-венгерский экономист и публицист. Известен своим утопическим романом «Фриландия» (1890).

## Биография
Родился в Пеште в консервативной еврейской семье. После окончания гимназии в родном городе поступил в Венский университет, затем перевёлся в Университет Лоранда-Этвёша. Удостоен докторской степени по экономике. С 1872 года работал в Вене в ежедневной газете Neuen Freien Presse, где постепенно занял пост редактора экономического отдела. С 1874 года стал сооснователем общества, объединявшего экономистов австрийской школы, опубликовал несколько монографий, посвящённых, главным образом, финансовой политике. Проявил себя мыслителем леволиберального толка. Он активно пропагандировал личную инициативу, общественную собственность и свободу торговли как главные факторы экономического роста, был противником биметаллизма и сторонником золотомонетного обращения. Его взгляды оказали воздействие на идеологию Евгения Дюринга и Франца Оппенгеймера. В 1879 году основал собственную газету Wiener Allgemeine Zeitung, в 1886—1899 годах был её главным редактором. С этого периода тесно общался с основателем сионистского движения Теодором Герцлем. Публикация романа «Фриландия» вызвала не только всплеск интереса к этой утопии (Герцка опубликовал в 1893 году его продолжение, в 1896 году вышло 10-е издание романа), но и большое число фриландских обществ в Германии и Австро-Венгрии, скандинавских странах. Однако после неудачной экспедиции в Восточную Африку для основания кооперативной колонии (1894 год, колония просуществовала всего 4 месяца), интерес к утопии Герцки пошёл на спад. Неудачей закончились и попытки основания колоний-кооперативов в Парагвае и штате Вашингтон (США). В 1899 году Герцка из Вены переехал в Будапешт, где с 1901 года был редактором журнала Magyar hirlap. В 1912 году опубликовал последнюю свою крупную работу «Проблема общества», в которой отошёл от прежних экономических взглядов и провозгласил первичную роль религии в перевоспитании человечества и обращении его энергии на высшие цели. После начала Первой Мировой войны переехал к своей дочери в Германию, где и скончался.

## «Фриландия»
Роман Герцки написан сухим стилем и больше всего напоминает экономический трактат и план конкретных действий (последний подан в виде дневниковых записей главного героя). Текст разделён на три части, в первой описано основание международного общества Свободы, во второй описана Фриландия на пятом году своего существования, действие третьей части разворачивается на 25-м году от основания Фриландии. Основная сюжетная канва включает построение самоуправляемой колонии, основанной на кооперативных началах, на территории современной Кении. На 25-м году её существования на территории Фриландии мирно уживаются 26 миллионов белых колонистов и 15 миллионов местных жителей. Их самоуправляемое сообщество смогло даже отразить агрессию Эфиопии.
Главной идеей Герцки был запрет ренты и ростовщических процентов: земля и капитал должны предоставляться бесплатно конкурирующим предпринимателям. Работая за скромное вознаграждение, они будут избавлены от банкротства, однако никто не будет иметь в собственности ни земли, ни капитала, получая свою долю в общем капитале. Герцка-экономист считал, что низкий экономический рост объясняется тем, что рабочие получают слишком малый доход от производимого ими продукта. Предлагая отменить норму прибыли, но не отрицая принципа индивидуальной инициативы, он хотел добиться снижения цен.
Особое место во «Фриландии» занимают споры по женскому вопросу. Герцка хотел исключить женщин из всех сфер, где они могли бы соперничать с мужчинами, предоставив им единственную возможность — заниматься уходом за детьми, больными и престарелыми. В своей попытке соединить индивидуализм с социализмом, он, по собственным словам, опирался на Френсиса Бэкона, которого считал «самым ясным и трезвым из всех мыслителей, включая современных».
В финальной части романа протагонист Карл Штраль (которого исследователь У. Бах называет alter ego самого Герцки) излагает концепцию всемирной истории. В доисторическую эпоху человечество жило в тропиках, пребывая в райском равновесии с самими собой и окружающей средой. В процессе цивилизации человек научился использовать природные богатства в своих целях, и наступило отчуждение от природы. Большая часть человечества мигрировала на север — в умеренную климатическую зону; в условиях негостеприимной природы человечество вынуждено было её покорить. Построив Фриландию на самом высоком технологическом уровне, человечество вступает на путь искупления и воссоединения с природой.
Идеи Герцки оказали воздействие на идеологию Т. Герцля (написавшего роман «Обновлённая земля» о мирном сосуществовании евреев и арабов в Палестине), особенно важным элементом влияния была идея создания кооперативов, которые смогут примирить коллективизм и индивидуализм на основе высших духовных ценностей (кибуц). Также роман Герцки вышел почти одновременно с утопией Эдварда Беллами «Взгляд назад», его даже называли «Австрийским Беллами». Однако Герцль критиковал Герцку на том основании, что «Фриландия» решает вымышленные проблемы, тогда как создание еврейского государства является решением насущной задачи.

## Труды
- Die Mängel des österreichischen Aktiengesetzentwurfs. Wien, 1875
- Währung und Handel. Wien, 1876
- Die Gesetze der Handelspolitik. Leipzig, 1880
- Die Gesetze der sozialen Entwickelung. Leipzig, 1886
- Das Personenporto. Wien, 1885
- Freiland. Ein sociales Zukunftsbild, 1890
- Eine Reise nach Freiland. Leipzig, 1893
- Das soziale Problem, 1912
- Вексельный курс и лаж : По вопросу о восстановлении метал. обращения = Wechselcurs und Agio. (1894) — СПб., 1895. — 266 с.
- Заброшенный в будущее : Социальный роман. — Л.: Колос, 1925. — 190 с.